# Бразильская лисица
Бразильская лисица (лат. Lycalopex vetula) — хищное млекопитающее семейства псовых из рода южноамериканских лисиц.
Встречается в районах Минас-Жерайс и Мату-Гросу на юго-западе Бразилии.  Этот вид населяет саванны, лесистые и горные районы. Ведет дневной образ жизни. Сезон размножения приходится на осень. Беременность у самок длится около 64 дней, рождается 2—4 детёныша. Потомство выращивается в логове-норе. Питается бразильская лисица грызунами, термитами и крупными кузнечиками. Она преимущественно насекомоядна, на что указывают её мелкие зубы.